# 2018年环西自行车赛
2018年环西自行车赛是第73届环西自行车赛，于2018年8月25日至9月16日进行，此次比赛是2018年UCI世界巡回赛的其中一站比赛。比赛共分为21个赛段，起点位于马拉加，终点位于马德里，除第19赛段途经安道尔，第20赛段在安道尔境内进行外，其余比赛路线均在西班牙境内。
共有22支车队参加此次比赛，其中18支车队为世界职业车队，另外4支车队则为洲际职业车队。最终来自Mitchelton–Scott车队的西蒙·耶茨获得此次比赛的总冠军，这是他的首个三大自行车赛总冠军。来自快步车队的Enric Mas和来自阿斯塔纳车队的Miguel Ángel López分别获得二三名。